# Jarell Martin
Jarell Martin (ur. 24 maja 1994 w Baton Rouge) – amerykański koszykarz, występujący na pozycji silnego skrzydłowego, obecnie zawodnik Shenzhen Leopards.
W 2013 wystąpił w dwóch meczach gwiazd amerykańskich szkół średnich – McDonald’s All-American i Derby Classic. Został też wybrany najlepszym zawodnikiem stanu Luizjana (Louisiana Mr. Basketball). Zaliczono go także do I składu Parade All-American. W 2012 zdobył srebrny medal podczas turnieju Adidas Nations.
23 lipca 2018 został wytransferowany do Orlando Magic wraz z zobowiązaniami gotówkowymi w zamian za Dakariego Johnsona oraz prawa do Tylera Harveya.
16 sierpnia 2019 zawarł roczną umowę z Cleveland Cavaliers. 19 października opuścił klub. 16 listopada został zawodnikiem chińskiego Shenzhen Leopards.

## Osiągnięcia
Stan na 16 listopada 2019, na podstawie, o ile nie zaznaczono inaczej.
NCAA
- Uczestnik turnieju NCAA (2015)
- Zaliczony do:
  - I składu:
    - konferencji Southeastern (SEC – 2015)
    - najlepszych pierwszorocznych zawodników SEC (2014)